# グラハム・ドーランズ
グラハム・ドーランズ（1987年5月5日 - ）は、スコットランドのサッカー選手。ポジションはMF。

## 経歴
グラスゴーに生まれ、レンジャーズFCでトレーニングを積んだ。2005年にリヴィングストンFCのトップチームに昇格すると、直後にパーティック・シッスルFCに期限付き移籍すると、15試合5得点の成績を残した。2007-08シーズンにはスコティッシュ・プレミアシップにおける最優秀若手選手賞を受賞した。
このシーズン中の活躍が評価され、2008年1月にはウェスト・ブロムウィッチ・アルビオンFCへの翌シーズンからの在籍が決定する。上述の賞を受け取ったのちに、7月に同クラブへの移籍を完了させた。2008年12月21日のマンチェスター・シティFC戦でプレミアリーグデビューを果たす。2009-10シーズンも活躍し、他のプレミアリーグのクラブから興味を持たれるが、2010年1月4日にはウェスト・ブロムウィッチ・アルビオンと新たに3年半の契約を締結した。4月にはウェストハム・ユナイテッドFCから400万ポンドで移籍を打診されるも、ウェスト・ブロムウィッチ・アルビオン側によって却下された。ウェスト・ブロムウィッチ・アルビオンでは中盤の主力として欠かせないピースとなり、7月19日には4年契約を新たに結んだ。2013年1月には戦力外を理由に一度は移籍を容認されるが、監督がペペ・メルに交代すると出場機会が増え、7月に3年契約を新たに締結した。
2015年2月に、ノリッジ・シティFCに1カ月間期限付き移籍し、その後シーズン終了までローンを延長した。5月27日には同クラブに完全移籍し、プレミアリーグ昇格に貢献した。
2017年7月6日、レンジャーズFCと3年契約を結んだ。
2019年9月20日、ダンディーFCと単年契約を結んだ。12月27日のダンディー・ユナイテッドFC戦のダンディー・ダービーで移籍後初得点を記録した。
2020年11月9日、ウェスタン・シドニー・ワンダラーズFCと2年契約を結んだ。
2021年7月、ダンファームリン・アスレティックFCと2年契約を結んだ。

### 代表歴
2009年9月7日にスコットランド代表に初召集されると、10月10日の日本代表戦でフル出場し、初出場を飾った。
しかし、2014年に娘が髄膜炎を発症したほか、息子が死産するなどの不幸が相次いだことで、監督のゴードン・ストラカンと今後の召集を辞退することで合意した。ただし、2015年10月には代表のミッドフィルダーが不足したこともあり、召集を受けている。